# Dakrua
I Dakrua sono un gruppo musicale italiano di genere Gothic metal/Gothic rock.

## Storia del gruppo
I Dakrua si sono formati a Milano nel settembre 1995 con il nome di Opera Omnia, da un'idea dei due cugini Alessandro Buono (chitarra) e Davide Sangiovanni (batteria), assieme ad Alessandro Vannicelli (chitarra). Dopo vari cambi di formazione il neonato progetto registra l'ingresso di William Quattrone al basso e alla voce nell'aprile 1996. Dall'incontro dei tre musicisti nasce il sound caratteristico della band, la quale cambia anche il proprio nome in Dakrua (dal greco lacrime) a simboleggiare una sintesi tra un'attitudine graffiante e malinconica ma, al tempo stesso, comunque legata ad atmosfere e colori mediterranei.
Il 1997 vede l'ingresso di un nuovo membro nel gruppo: si tratta di Marco Lo Cascio alle tastiere. L'anno trascorre all'insegna della composizione corale dei pezzi che andranno a comporre la prima demo-tape dei Dakrua, registrata a Lucca nel febbraio 1998 negli studi di Federico Pedichini (Death SS) con l'ausilio della session vocalist Elena Quilici.
Dopo questa prima registrazione promozionale, dopo l'uscita dal gruppo di Alessandro Vannicelli, entrerà a far parte della band Eva Rondinelli alla voce, figura determinante per il salto di qualità dei Dakrua: di lì a poco, nel luglio 1998, infatti, i Dakrua firmeranno un contratto discografico con la Scarlet Records.
In questo periodo prende forma il primo album dei Dakrua, Inner Wastelands, registrato durante l'agosto 1999 nei GB Studios (Cinisello Balsamo) e pubblicato nell'autunno dello stesso anno. I riscontri di critica e vendite per questo primo loro lavoro saranno buoni, riuscendo a collezionare anche un'edizione speciale per il mercato brasiliano.
Nel 2000 i Dakrua avranno un'intensa attività live, partecipando ad eventi e festival a fianco di importanti band italiane ed estere (come Spiritual Beggars, Lacuna Coil, Labyrinth, Extrema, Linea 77, Sadist), e partendo in tour a fianco della storica band di Steve Sylvester, i Death SS.
Nei due anni successivi la band si dedica alla stesura del secondo album, Shifting Realities, registrato nel 2001 a Roma, presso gli Outer Sound Studios di Giuseppe Orlando (batterista dei Novembre). Pubblicato nel febbraio del 2002, anche questo secondo full-length avrà un buon riscontro dalla critica e dal pubblico.
Nel 2003 il tastierista abbandona la band, la quale subirà una nuova maturazione artistica e compositiva, assumendo sonorità più Gothic rock rispetto ai primi momenti più decisamente Gothic metal, e continuando una proficua attività live.
Nel 2007 il batterista si trasferisce Linköping dove inizia un dottorato di ricerca presso l'università. Si vede così costretto a lasciare il gruppo a tempo indeterminato, fino a un suo possibile futuro ritorno in Italia. La band continua comunque la sua attività musicale dedicandosi ad esibizioni decisamente più acustiche. Memorabile il duetto Eva-William in occasione delle nozze del batterista celebrate in una piccola chiesa svedese nel 2011.

## Formazione attuale
- Alessandro Buono - chitarra
- William Quattrone - voce e basso
- Eva Rondinelli - voce
- Davide Sangiovanni - batteria

## Discografia

### Demo
- 1998 - promo '98

### Album
- 1999 - Inner Wastelands
- 2002 - Shifting Realities